# حوش عرب
حوش عرب قرية في جبال القلمون في محافظة ريف دمشق، ويعود تاريخها لثلاث مائة سنة تقريبًا، ولكن أقيمت على آثار قريتين قديمتين جدًا وهما عرب والخريبة حيث يدل على ذلك بعض الآثار الموجودة فيهما. أهم ما يميز قرية حوش عرب الآن أنه لا يوجد فيها أي شخص أمي، فهي قرية العلم والعلماء، وقد أنجبت هذه القرية الكثيرين من المثقفين والمبدعين في كافة المستويات ويتنافس أبناؤها بالعلم حيث ينتقل معظمهم إلى العاصمة دمشق في الشتاء لتلقي العلم، وفي فترة الصيف تكون القرية مكتظة بالسكان.
تشتهر القرية بزراعة التفاح والكرز والمشمش والدراق واللوز وحاليًا الزيتون حيث تمتلك هذه القرية أراض خصبة. تحدها جبال لبنان التي تغطيها الثلوج معظم أيام السنة، وتحتوي القرية على مياه جوفية صالحة للشرب.
يحدها قرى عديدة منها رنكوس وعسال الورد وجبعدين والتواني والجبة وطفيل وعكوبر.